# George Lazenby
George Lazenby [ d͡ʒɔː(ɹ)d͡ʒ ˈleɪzənbi] est un acteur et mannequin australien, né le 5 septembre 1939 à Goulburn. Il est surtout connu pour avoir incarné le rôle de James Bond une seule fois, dans Au service secret de Sa Majesté de Peter Hunt en 1969.

## Biographie

### Carrière

#### Débuts professionnels
Fils d'un cheminot, George Lazenby quitte l'école à l’âge de 16 ans, ayant toujours préféré les sports et l'athlétisme aux disciplines intellectuelles. Il est tout d'abord vendeur de voitures, docker en Grande-Bretagne, puis mannequin pour des publicités, notamment pour une marque de chocolat qui le fait remarquer.

#### James Bond
En 1969, au terme de recherches infructueuses pour remplacer Sean Connery dans le rôle de James Bond, les producteurs font appel à lui, alors même qu'il n'avait jamais véritablement joué devant une caméra. Son manque d'expérience ne lui fait pas peur. Il prend des cours de diction et travaille dur pour convaincre de sa crédibilité dans le rôle (en regardant notamment les films avec son prédécesseur) mais également pour gommer son fort accent australien. Il est donc le successeur de Sean Connery, en tant que James Bond, dans le film Au service secret de Sa Majesté, sorti en 1969, aux côtés de Diana Rigg et face à Telly Savalas, avant que Sean Connery ne reprenne le rôle pour Les diamants sont éternels. Alors âgé de 29 ans, Lazenby a été le plus jeune acteur à avoir incarné James Bond. Il refuse de signer un autre contrat après le film, qui connaît un moindre succès que les épisodes précédents. Selon certaines sources, il aurait renoncé à tourner d'autres films de la série sur les conseils de son agent Ronan O'Rahilly, selon lequel le « succès des James Bond ne durerait pas ». Pourtant Au service secret de Sa Majesté est considéré par certains, fans comme spécialistes, comme l'un des meilleurs films de la série. Sur le tournage, Lazenby multiplie les caprices alors qu'il n'est pas encore une star et se brouille avec le metteur en scène Peter Hunt et le coproducteur Albert R. Broccoli.
À plusieurs reprises, il joue des rôles qui évoquent Bond : en 1983 dans le téléfilm Le Retour des agents très spéciauxoù il incarne un agent secret britannique, JB qui pilote une Aston Martin, puis en 1989 dans la série Alfred Hitchock présente : Diamond's are not forever, allusion au 7e film de la saga Les Diamants sont éternels (Diamonds are forever). Il y joue un agent secret britannique, James, mais chaque fois qu'il veut dire son nom de famille, un bruit ou un choc empêche le téléspectateur d'entendre.

#### Carrière au cinéma et à la télévision
En 1973, il se lie avec Bruce Lee et doit tourner un film avec lui mais ce dernier meurt avant la réalisation du projet. Il persiste dans le cinéma de films de karaté de  Hong Kong et rencontre le producteur Raymond Chow qui lui permet de tourner L'Homme de Hong Kong.
En 1993, il est aux côtés de Sylvia Kristel dans la série de téléfilms Emmanuelle ("Magique Emmanuelle", "Éternelle Emmanuelle", "L'Amour d'Emmanuelle"). Le rôle de la jeune Emmanuelle est tenu par Marcela Walerstein.
En 1999-2000, dans la série Le Caméléon, il incarne le rôle récurrent du major Charles, le père de Jarod.

### Vie privée
En 2002, il s'est marié avec l'ancienne joueuse de tennis Pam Shriver, de vingt-trois ans sa cadette. En 2008, sa femme entame une procédure de divorce. Le couple a eu trois enfants, dont des jumeaux.

## Filmographie

### Cinéma
- 1969 : Au service secret de Sa Majesté (On Her Majesty's Secret Service) de Peter Hunt : James Bond
- 1971 : Universal Soldier (en)
- 1972 : Qui l'a vue mourir ? (Chi l'ha vista morire?) d'Aldo Lado : Franco Serpieri
- 1973 : Life and Legend of Bruce Lee (Stock shot-archive)
- 1973 : The Last Days of Bruce Lee
- 1974 : Stoner se déchaîne à Hong Kong
- 1975 : L'Homme de Hong Kong
- 1976 : Opération Regina
- 1977 : Hamburger film sandwich de John Landis
- 1977 : Bruce Lee, The Legend
- 1978 : Le Jeu de la mort (Game of Death)  (Stock shot archive)
- 1978 : La Dimension de la mort (Alias: Black Eliminator)
- 1979 : Jack le Magnifique (Saint Jack) de Peter Bogdanovich : le sénateur
- 1980 : Le Plus Secret des agents secrets (apparition caméo en tant que James Bond)
- 1981 : L'ultimo harem de Sergio Garrone : prince Almalarik
- 1984 : Master Ninja
- 1986 : Stargrove et Danja, agents exécutifs : Drew Stargrove
- 1992 : The Evil Inside
- 1993 : Gettysburg de Ronald F. Maxwell
- 1994 : Jumeaux jumeaux : Leland Stromm
- 2000 : Murder party
- 2001 : Spider's Web (en)
- 2003 : Une blonde en or

### Télévision
- 1974 : Matlock Police (1 épisode)
- 1979 : Hawaï police d'État (1 épisode)
- 1982 : Hôpital central (série télévisée)
- 1983 : Le Retour des agents très spéciaux : JB (son rôle est celui de Bond indirectement)
- 1988 : Superboy - saison 2 (invité), Jor-El
- 1989 : Alfred Hitchcock présente (saison 4, épisode 15, Les Diamants ne sont pas éternels) : James (son rôle est celui de Bond indirectement)[10]
- 1993 : Le secret d'Emmanuelle, Mario
- 1993 : Éternelle Emmanuelle
- 1993 : La revanche d'Emmanuelle
- 1993 : Emmanuelle à Venise
- 1993 : L'Amour d'Emmanuelle
- 1993 : Le parfum d'Emmanuelle
- 1993 : Magique Emmanuelle
- 1998 : Diagnostic : Meurtre (1 épisode)
- 1999 : Alerte à Malibu (1 épisode)
- 1999-2000 : Batman, la relève (Batman Beyond) : Mr. Walker / le Roi (voix)
- 2000 : Le Caméléon (série télévisée), le major Charles (rôle récurrent en tant que père du héros, Jarod)

### Livre audio
- 2019 : Passport to Oblivion :  Dr Jason Love

## Voix françaises
- Jean-Claude Michel (1925-1999) dans Au service secret de sa Majesté
- Thibault de Montalembert dans Au service secret de sa Majesté (scènes supplémentaires)
- Raymond Loyer (1916-2004) dans L'homme de Hong-Kong
- Patrice Baudrier dans Batman, la relève
- Michel Barbey dans Le caméléon